# Oenpelli
Oenpelli, auch Gunbalanya oder Kunbarllanjnja genannt, ist eine Siedlung der Aborigines im Westen von Arnhemland im Northern Territory, Australien. Der Ort liegt etwa 240 Kilometer östlich von Darwin und 42 Kilometer nordöstlich von Jabiru.

## Geschichte
Das Gebiet um den Ort war traditionell das Land der Gagadju. 1906 ließ sich der Farmer Paddy Cahill im Gebiet von Oenpelli nieder, wo er von der Regierung ein Gebiet mit einer Fläche von 2000 km² pachtete. 1916 übernahm die Regierungsadminstration von John Gilruth (1871–1937) das Land inklusive der vorhandenen Gebäude und übergab sie der Church Missionary Society. Die Missionsstation, die 1975 aufgegeben wurde, bestand aus einer Kirche, Schule, Apotheke, einem Ladengeschäft und Garten. Die Mission betrieb auch Viehzucht. Im Jahr 1948 hatte die American-Australian Scientific Expedition to Arnhem Land für sieben Wochen ihr Lager bei Oenpelli, um die Kultur und Lebensweise der Aborigines zu studieren und zu dokumentieren.

## Name
Cahill nannte sein Land Oenpelli, ein englischer Ausdruck von Un-balange. Oenpelli ist auch namensgleich mit einer bis zu vier Meter langen, seltenen australischen Pythonschlage, dem Oenpellipython. 2001 wurde der Name nach einer Befragung des 1995 gegründeten zuständigen Kunbarllanjnja Community Government Councils von Oenpelli in Gunbalanya geändert. Dieser Name wird häufiger verwendet als der traditionelle Name Kunbarllanjnja.

## Festival, Sprache
Im August jeden Jahres findet das Stone Country Festival statt, früher Gunbalanya Cultural Open Day genannt. Dargeboten werden kulturelle Tänze, Malerei, Bush Food und Didjeridu-Musik. Es werden aber auch Kinder- und Sportaktivitäten, Karnevalaufführungen und Rundflüge angeboten.
Zahlreiche Bewohner des Orts sprechen die Sprache der Aborigines der Kunwinjku, die sich vor der Missionsgründung um die Mission niedergelassen haben.

## Kunst der Aborigines
Das westliche Arnhemland ist die Stätte bedeutender Zeugnisse der Kunst der Aborigines. Um Oenpelli ist die Kunstentwicklung der indigenen Bevölkerung in Höhlen und Felsüberhängen über Jahrtausende hinweg dokumentiert worden. Kunstwerke aus diesem Gebiet werden zwei Kunststilrichtungen zugeordnet, dem Mimih- und Röntgenstil. Um den Ort gibt es mehr als 300 Felszeichnungen der Gagadju.
Im Ort befindet sich ein Ausstellungszentrum lokaler Künstler, das Injalak Arts Centre.

## Erreichbarkeit

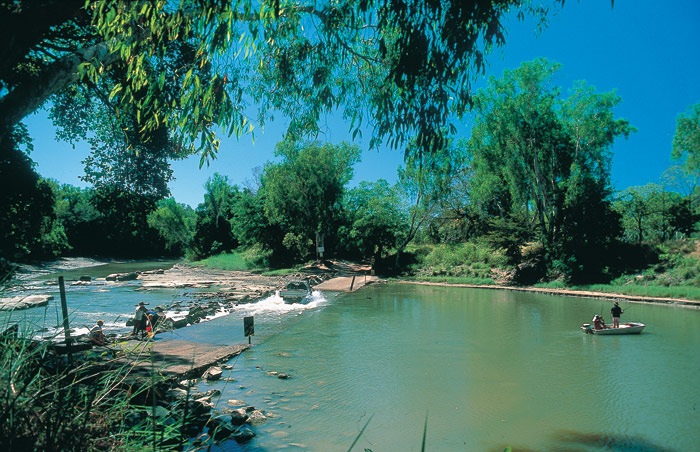
Cahill Crossing

Erreichbar ist der Ort auf dem Arnhem Highway von Darwin und weiter über eine Abzweigung vor Jabiru, einer Ortschaft, die im Kakadu-Nationalpark liegt. Über diese unbefestigte Straße kann Oenpelli nur in der Trockenzeit (von Mai bis November) mit Fahrzeugen erreicht werden, da die Furt Cahill Crossing über den East Alligator River in der Regenzeit nicht überquert werden kann. Zum Befahren ist eine Erlaubnis erforderlich, die vom Northern Land Council mit einer Befristung von zwei Wochen erteilt wird. Bei geschlossener Furt ist der Ort mit Fahrzeugen nur über die enorm längere Strecke auf der Central Arnhem Road über Ramingining und Maningrida oder über den ganzjährig geöffneten Flugplatz Oenpelli erreichbar.